# Nils Hoppe
Nils Hoppe (* 27. Juni 1977 in Göttingen) ist ein deutsch-englischer Rechtswissenschaftler. Er lehrt und forscht auf den Gebieten des Medizinrechts, Biotechnologierechts und der Medizinethik und ist in Hannover tätig.

## Leben und Werk
Hoppe besuchte eine englische Privatschule in London und studierte nach den dort abgelegten GCSE (1994) und GCE (1996) Prüfungen von 1996 bis 2000 Rechtswissenschaften in Nottingham und Erlangen. Nach dem Studium arbeitete er als Legal Assistant bei einer englischen Großkanzlei, ehe er, zunächst als Justitiar, später als Wissenschaftlicher Mitarbeiter Mitglied der Universitätsmedizin Göttingen wurde. Von 2003 an nahm Hoppe eine Tätigkeit als Lehrkraft für besondere Aufgaben für englische Rechtssprache an der Universität Hannover auf. 2007 warb er, zusammen mit Christian Lenk erfolgreich ein EU Verbundprojekt (Tiss.EU - „Evaluation of Legislation and Related Guidelines on the Procurement, Storage and Transfer of Human Tissues and Cells in the European Union - an Evidence-Based Impact Analysis.“) ein. Es folgten Stellen als Wissenschaftlicher Mitarbeiter bei Nikolaus Forgó und Paul Hoyningen-Huene. 2008 promovierte Hoppe sich bei Stephan Meder mit einer Arbeit zum Biotechnologierecht zum Dr. iur. Von 2011 bis 2013 Juniorprofessor für Regulierung in den Lebenswissenschaften an der Leibniz Universität Hannover. Seit 2011 leitet er das Centre for Ethics and Law in the Life Sciences (CELLS), ein Forschungsinstitut der Leibniz Universität Hannover. Er ist Arbeitsgruppenleiter der Unit 10.7 (Ethische und Rechtliche Aspekte) im Exzellenzcluster REBIRTH („From Regenerative Biology to Reconstructive Therapy“). Seit 2013 ordentlicher Universitätsprofessor in Hannover. Seit 2017 Forschungsdekan der Philosophischen Fakultät.
Hoppes Forschungs- und Veröffentlichungsschwerpunkte liegen in regulatorischen Fragen von Bio- und Gewebebanken, Tissue Engineering und Eigentumsfragen bei Biomaterialien. Seit 2011 ist Hoppe Gründungsmitglied einer Initiative zur Reform der Erforschung ethischer, rechtlicher und gesellschaftlicher Fragestellungen der Genomforschung, zusammen mit Jane Kaye (Universität Oxford), Eric M. Meslin (Indiana University), Bartha Knoppers (McGill University), Eric T. Juengst (University of North Carolina at Chapel Hill) und anderen. Er ist wissenschaftliches Mitglied der Ständigen Senatskommission für tierexperimentelle Forschung der Deutschen Forschungsgemeinschaft.
Hoppe ist Fellow der Royal Society of Medicine und in zahlreichen Vorständen und Herausgebergremien tätig. 2010 war er Visiting Fellow an der Universität Oxford. Er ist Gastprofessor an den Universitäten Trento, Mailand und Wien. Seit Mai 2014 ist er Mitglied des UK Biobank Ethics and Governance Council (Wellcome Trust und Medical Research Council). Er arbeitet anwaltlich in London und ist Mitglied von Coram Chambers, einer Kanzlei für Barrister, und war Mitglied der Honourable Society of Gray’s Inn. Er ist Solicitor und Partner der Kanzlei LDMH in York, UK. 
2012 lehnte Hoppe einen Ruf auf eine Professur für Medizinrecht und Tort Law an der University of Exeter ab. 2016 lehnte er einen Ruf auf den Lehrstuhl für Life Sciences Law and Ethics an der University of Portsmouth ab.

## Schriften

### Bücher
- mit José Miola: Medical Law and Medical Ethics. Cambridge University Press, 2014.
- mit Katharina Beier, Silvia Schnorrer  und Christian Lenk (Hrsg.): The Ethical and Legal Regulation of Human Tissue and Biobank Research in Europe. University Press, Göttingen 2011.
- mit Christian Lenk, Katharina Beier  und Claudia Wiesemann (Hrsg.): Human Tissue Research - A European Perspective on the Ethical and Legal Challenges. Oxford University Press, 2011.
- Bioequity – Property and the Human Body. Ashgate, 2009.
- mit Christian Lenk  und Roberto Andorno (Hrsg.): Ethics and Law of Intellectual Property. Ashgate, 2007.

### Ausgewählte Zeitschriftenbeiträge
- mit Jürgen Robienski: Aktuelle medizinrechtliche und -ethische Herausforderungen der Pathologie. In: Der Pathologe. 2013 34(1).
- mit Markus Scholz: Biomedizinische Forschung und der Stellenwert von Ethikrichtlinien. In: Deutsche Zeitschrift für Klinische Forschung. Mai 2011.
- mit Alexander Denoon: An ethical framework for expanded access to cell-based therapies. In: Regenerative Medicine. 2011 6(3), S. 273–275.
- Cui Bono? Eigentum am eigenen Körper in der internationalen juristischen Diskussion. In: Berliner Debatte Initial. 2010 21(4):19-27.
- On the Europeanization of Health Law. In: European Journal of Health Law. 2010 17(4), S. 323–328.

### Beiträge in Sammelbänden
- A Sense of Entitlement: Individual vs. Public Interest in Human Tissue. In: Christian Lenk, Judit Sandor, Bert Gordijn (Hrsg.): Biobanks and Tissue Research: the Public, the patient and the Regulation. Springer, Heidelberg 2011, S. 53–64.
- Medical Ethics and Patient Safety. In: John Tingle, Pippa Bark (Hrsg.): Patient Safety – Law, Policy and Practice. Routledge, London 2011, S. 54–63.
- Risky Business – Re-evaluating Participant Risk in Biobanking. In: Christian Lenk, Nils Hoppe, Katharina Beier, Claudia Wiesemann (Hrsg.): Human Tissue Research – A European Perspective on the Ethical and Legal Challenges. Oxford University Press, Oxford 2011, S. 35–44.
- Reflections on Entitlements in the Human Body from an Equity Perspective. In: Michael Steinmann, Peter Sýkora, Urban Wiesing (Hrsg.): Altruism Reconsidered – Exploring New Approaches to Property in Human Tissue. Ashgate Publishing, Farnham 2009, S. 113–130.
- mit Christian Lenk: Using Tissue and Material from the Human Body for Biomedical Research: Proposals for a Normative Model. In: Michael Steinmann, Peter Sýkora, Urban Wiesing (Hrsg.): Altruism Reconsidered – Exploring New Approaches to Property in Human Tissue. Ashgate Publishing, Farnham 2009, S. 133–141.
- Normative Modelle zur Regelung der Kommodifikation menschlichen Gewebes in Forschung und Therapie: Fragen der Zustimmung im europäisch-amerikanischen Vergleich. In: Christian Steineck, Ole Döring (Hrsg.): Kultur und Bioethik: Eigentum am eigenen Körper. Nomos Verlagsgesellschaft, Baden-Baden 2008, S. 51–63.
- mit Christian Lenk: Ein Modell zur Konstitution von Nutzungsrechten an menschlichem Gewebe. In: Jochen Taupitz (Hrsg.): Kommerzialisierung des menschlichen Körpers. Springer, Heidelberg 2007, S. 199–211.
- Out of touch: from corporeal to incorporeal, or Moore revisited. In: Christian Lenk, Nils Hoppe, Roberto Andorno (Hrsg.): Ethics and Law of Intellectual Property: Current Problems in Politics, Science and Technology. Ashgate Publishing, Aldershot 2007, S. 199–210.